# Amazonsaurus
Amazonsaurus is een geslacht van plantenetende sauropode dinosauriërs, behorend tot de groep van de Diplodocoidea, dat tijdens het vroege Krijt leefde in het gebied van het huidige Brazilië. De enige benoemde soort is Amazonsaurus maranhensis.

## Vondst en naamgeving
In 2003 benoemden en beschreven Ismar de Souza Carvalho, Leonardo dos Santos Avilla en Leonardo Salgado de typesoort Amazonsaurus maranhensis. De geslachtsnaam is afgeleid van de Amazônia Legal, het grote Braziliaanse bestuursgebied dat het hele Amazonebekken beslaat. De soortaanduiding verwijst naar de herkomst uit de deelstaat Maranhão.
Het fossiel van Amazonsaurus is bij Mata gevonden in het district Itapecuru-Mirim. Het is daarmee de eerste dinosauriër die benoemd is op grond van resten die uit het Amazonegebied afkomstig zijn. De vondst werd gedaan in een laag van de Itapecuruformatie die dateert uit het Aptien-Albien, ongeveer 115 miljoen jaar oud. Het typespecimen bestaat uit een reeks syntypen: MN 4558-V; UFRJ-DG 58-R/9: twee doornuitsteeksels van ruggenwervels; MN 4559-V; MN s/n°-V: twee wervellichamen van ruggenwervels; UFRJ-DG 58-R/7: het doornuitsteeksel van een voorste staartwervel; MN 4555-V: een middelste staartwervel; MN 4560-V: een achterste middelste staartwervel; MN 4556-V: een achterste staartwervel; UFRJ-DG 58- R/10: een achterste staartwervel; UFRJ-DG 58-R/2; 58-R/3; 58-R/4; 58-R/5: MN 4564-V: vier chevrons; UFRJ-DG 58-R/1: een darmbeen; MN s/n°-V: een stuk schaambeen; en MN 4562-V: drie ribben. Zoals de inventarisnummers al aangeven zijn de botten verspreid over twee collecties: die van de Universidade Federal do Rio de Janeiro, Departamento de Geologia, en die van het Museu Nacional, Departamento de Geologia e Paleontologia. Vermoedelijk zijn alle botten afkomstig van één individu. Later zijn nog wat aanvullende vondsten gemeld waaronder sacrale wervels.

## Beschrijving

Diagram van de gevonden botten

Amazonsaurus is een vrij kleine sauropode. In 2010 schatte Gregory S. Paul de lichaamslengte op twaalf meter, het gewicht op vijf ton.
De beschrijvers wisten enkele onderscheidende kenmerken vast te stellen. De doornuitsteeksels van de voorste staartwervels zijn recht en naar achteren gericht. Deze processus spinosi hebben niet alleen een voorste en achterste richel maar onderaan ook twee zijrichels die ontstaan uit het samenvloeien van de richel die tussen de doornuitsteekselbasis en de voorste gewrichtsuitsteeksels loopt en de richel die tussen de achterste gewrichtsuitsteeksels en de diapofyse loopt. Verwanten hebben alleen de achterste zijrichel. De samenvloeiing buigt zo naar voren dat de achterkant van dit complex bol is en de voorzijde hol.
Door het fragmentarische karakter van de resten is niet heel veel over Amazonsaurus bekend. De doornuitsteeksels van de voorste staartwervels maken een hoek van 45° met het wervellichaam. De staartwervels zijn verder amfiplat: met vlakke voor- en achterkanten. De ruggenwervels zijn daarentegen zwak opisthocoel: bol van voren en hol van achteren. Ze zijn nogal plat en laag met een vlakke onderkant. Hun zijkanten hebben diepe uithollingen, pleurocoelen, over de hele lengte. Een breuk in de onderkant van het darmbeen, bij het aanhangsel voor het zitbeen, laat een interne holte zien in het element. Als dit niet het gevolg is van schade, zou het duiden op een in 2003 verder niet bekende pneumatisering van het os ilium bij de Sauropoda.

## Fylogenie
Amazonsaurus werd in 2003 door de beschrijvers in de Diplodocoidea geplaatst. Latere onderzoekers meenden dat het feit dat de chevrons bovenaan gescheiden zijn, een basaal kenmerk, zou duiden op een basale positie in de groep. Volgens een analyse van Salgado uit 2004 stond Amazonsaurus boven de Rebbachisauridae, maar onder de Dicraeosauridae en Diplodocidae in de stamboom. De meeste latere analyses geven echter juist een positie in de Rebbachisauridae.